# Nectandra umbrosa
Nectandra umbrosa är en lagerväxtart som först beskrevs av Carl Sigismund Kunth, och fick sitt nu gällande namn av Carl Christian Mez. Nectandra umbrosa ingår i släktet Nectandra och familjen lagerväxter. Inga underarter finns listade i Catalogue of Life.